# Арнольд, Иван Николаевич
Иван Николаевич Арнольд (1868—1942) — русский советский учёный-ихтиолог, профессор Ленинградского государственного университета. Первым в России начал изучать озёрный планктон, питание, возраст и темпы роста рыб. Основоположник гибридизации и искусственного осеменения рыб в отечественном рыбоводстве.

## Биография
Родился 19 (31) октября 1868 года в Могилёве, в семье действительного статского советника Николая Михайловича Арнольда и его жены Ольги Николаевны, урождённой Соколовской. Отец его был в то время директором училищ Могилевской губернии и Могилёвской гимназии.
Детство и отрочество прошло в Могилёве, в большой (7 детей) семье. Отец был строг и внимательно следил за воспитанием и учёбой своих пяти сыновей, а свободное от педагогической деятельности время он посвящал исследованиям энтомофауны губернии.
Иван Арнольд в 1880 году был принят во второй класс Могилёвской гимназии, которую окончил в 1887 году. В это время семья переехала в Горки Могилевской губернии, где Николай Михайлович Арнольд занимал должность директора Земледельческого училища. Иавн Арнольд уехал в Санкт-петербург, где поступил в университет и в 1891 году окончил с дипломом 1-й степени естественное отделение физико-математического факультета Санкт-Петербургского университета. Студентом 3-го курса, он написал сочинение «К систематике и анатомии семейства пчелиных», но по окончании университета в 1891 году связал свои научные интересы с обитателями водоёмов. Сначала на Соловецкой биологической станции под руководством Н. М. Книповича он изучал фауну Белого моря. 
В 1893 году И. Н. Арнольд поступил на службу в Министерство государственных имуществ ассистентом инспектора рыболовства. Вскоре он был назначен заведующим ихтиологической лаборатории Никольского рыбоводного завода. Был командирован в Голландию, Данию, Норвегию, Швецию, Германию, Францию для изучения практики рыболовства и рыбоводства. В 1900 году он был назначен младшим, а вскоре и старшим специалистом по рыбоводству Департамента земледелия и членом Бюро учёного комитета. Результаты проведённых исследований по питанию пресноводных рыб были доложены им в 1901 году на 5-м Международном конгрессе по зоологии в Берлине, куда он был командирован Департаментом. И в дальнейшем он неоднократно участвовал в международных конгрессах: в Берне, Бергене, Остенде.
В 1902 году И. Н. Арнольд был избран действительным членом Русского энтомологического общества, в 1904 году — действительным членом Русского географического общества. В 1902 году Русское общество акклиматизации животных и растений наградило его Большой серебряной медалью. Написал для Энциклопедического словаря Брокгауза и Ефрона статью «Чума раков». Государство отметило его деятельность орденами: Св. Станислава 3-й степени (1904), Св. Анны 3-й степени (1908), Св. Станислава 2-й степени (1914).
В 1910—1916 гг. он сосредоточил свою деятельность преимущественно на вопросах рыбоводства и рыбного хозяйства. Руководил работами по переустройству карповых прудов в Тульской губернии, изучал рыбный промысел на Каспийском и Балтийском морях, занимался организацией искусственного разведение стерляди, создавал рыбоводные питомники на Волге и Каме, обследовал водоёмы Олонецкой и Витебской губернии, Чудское и Псковское озёра.
С 1917 года работал в Сельскохозяйственном учёном комитете, который в 1922 году был преобразован в Государственный институт опытной агрономии, а позднее работал во Всесоюзном институте озёрного и речного рыбного хозяйства. Наиболее важным результатом его работ в это время стало получение гибридов прудового карпа галицийской породы и дикого сазана, отличающихся большой холодоустойчивостью, что позволило продвинуть культуру карпа на север. За нее в 1939 году И. Н. Арнолдьду было присвоено почётное звание участника первой Всесоюзной сельскохозяйственной выставки с занесением в Почётную книгу. В эти же годы он  проводил работы по минеральному безазотистому удобрению карповых прудов, используя в качестве фосфатов суперфосфат из отечественных хибинских апатитов.
Одновременно с научной деятельностью Иван Николаевич Арнольд занимался активной педагогической деятельностью. В 1906—1917 годах он преподавал зоологию, ботанику, географию, природоведение в частных гимназиях, читал популярные лекции по гидробиологии и рыбоводству в Сельскохозяйственном музее и на курсах усовершенствования Департамента земледелия. Также он редактировал журнал «Вестник рыбопромышленности».
После Октябрьской революции он преподавал природоведение и химию в ряде трудовых школ, с 1921 года (на протяжении многих лет) — рыбоводство в Ленинградском рыбопромышленном техникуме, а также на различных курсах по повышению квалификации Ленрыбоводтреста и Главрыбы. В 1934 году он стал профессором Ленинградского государственного университета по кафедре рыбоводства, а год спустя был избран также профессором Института советской торговли по кафедре товароведения.
И. Н. Арнольду принадлежит более 160 учёных трудов по гидробиологии, ихтиологии, рыбоводству (преимущественно по карповодству, промысловой ихтиологии, гидробиологии и технологии рыбных продуктов), а также ряд популярных сочинений по рыбному хозяйству. Он впервые (в 1906 году) осуществил, на средней Волге около Симбирска, искусственное оплодотворение и инкубацию икры каспийских сельдей (Clupca Kcssleri). Выдвинул и разрабатывал проблему продвижения на север культурного карпа.
Умер от голода 2 июня 1942 года в блокадном Ленинграде, на три месяца пережив жену и своего единственного сына, гляциолога Владимира Ивановича Арнольда (1896—1942).